# Leszek Korzeniowski
Leszek Korzeniowski (Warsaw; 1 de Janeiro de 1955 — ) é um político da Polónia. Ele foi eleito para a Sejm em 25 de Setembro de 2005 com 7798 votos em 21 no distrito de Opole, candidato pelas listas do partido Platforma Obywatelska.
Ele também foi membro da Sejm 2001-2005.